# Fylkesväg 705
Fylkesväg 705 (norska: Fylkesvei 705) är en primär fylkesväg i Trøndelag fylke i mellersta Norge som går mellan tätorten Hell i Stjørdals kommun och byn Brekken i Røros kommun. Den passerar genom kommunerna Stjørdal, Selbu, Tydal och Røros.
Vägen är 143,6 kilometer lång och asfalterad. Den passerar bland annat genom tätorterna Trøa och Mebonden.

## Anslutningar
Fylkesväg 705 ansluter till:
- Fylkesväg 950 (vid Hell)
- Fylkesväg 31 (vid Brekken)

## Bilder

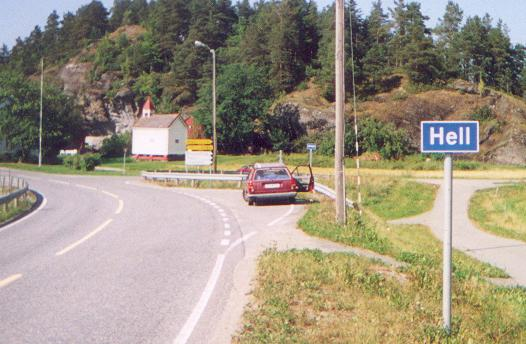
Fylkesväg 705 vid Hell.
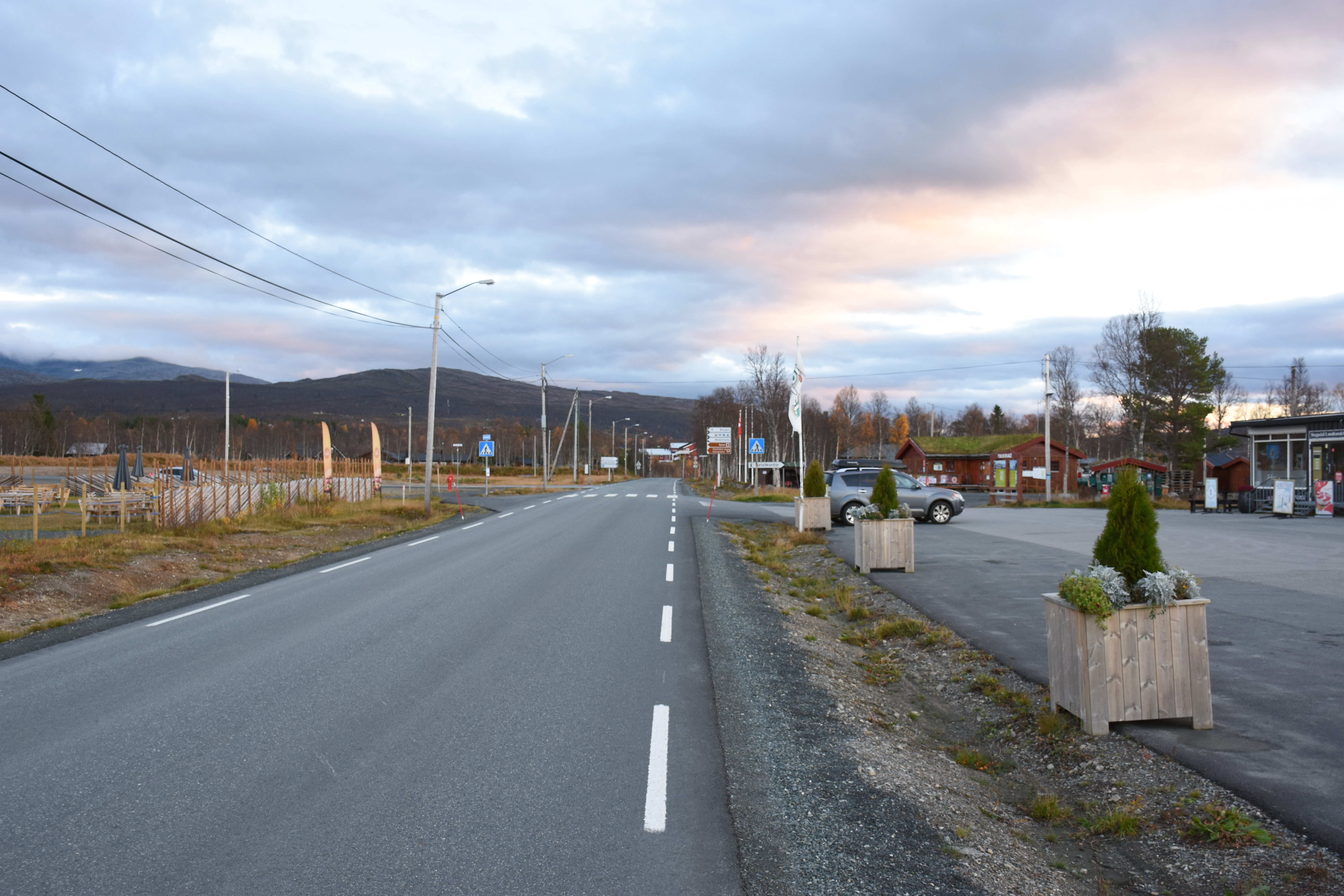
Fylkesväg 705 vid Stugudalen
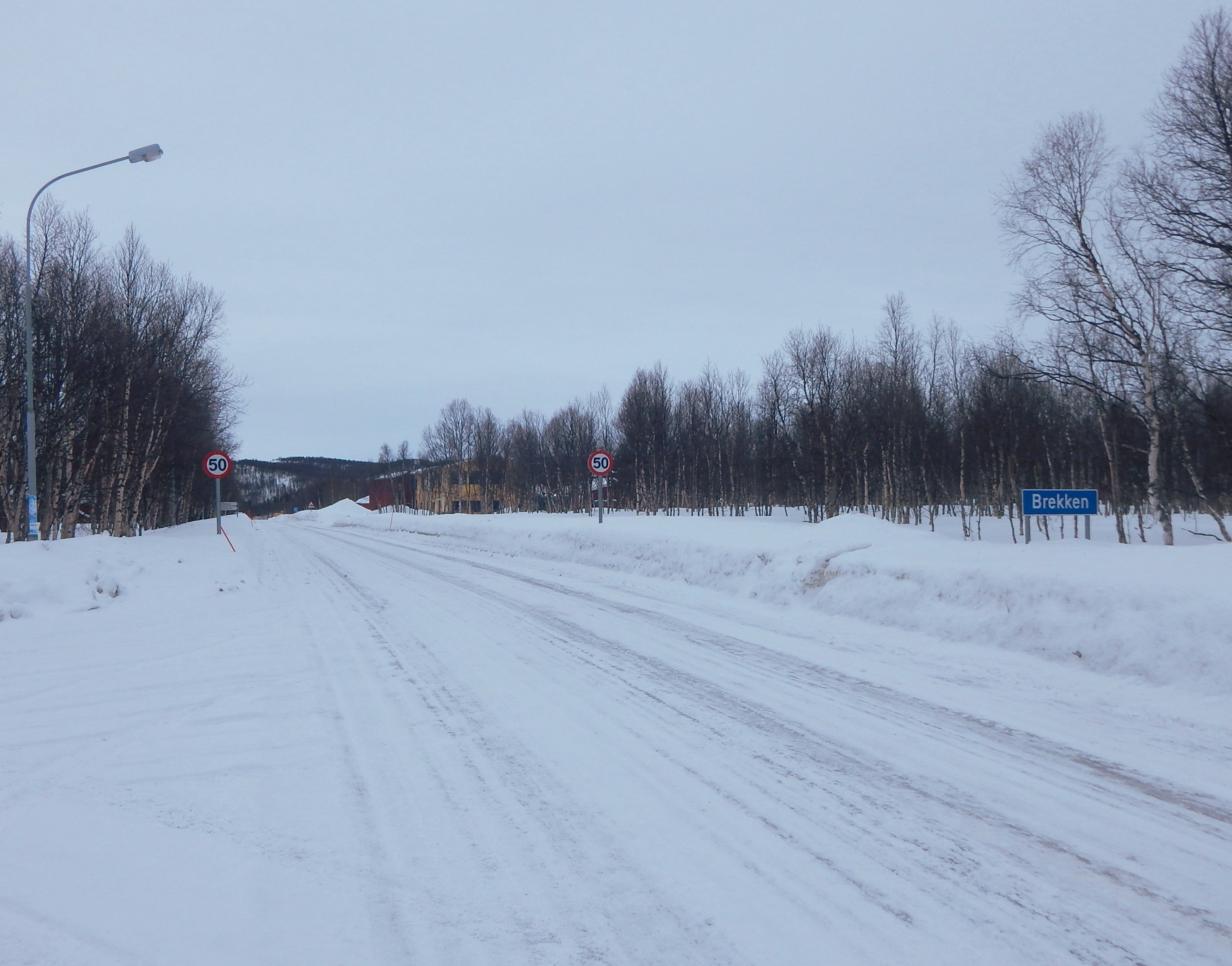
Fylkesväg 705 vid Brekken.